# Chiesa di San Vito al Sele

## Storia
La chiesa venne edificata nel corso del decimo secolo al centro della Piana del Sele nella contrada Santa Cecilia, probabilmente nei pressi del luogo dove furono uccisi i Santi Vito, Modesto e Crescenza, martirizzati il 15 giugno 303, sotto l'imperatore Diocleziano.
La chiesa di San Vito viene citata per la prima volta nel 1042 come appartenente ai beni della Chiesa Salernitana. Nel 1067, Guglielmo d'Altavilla fu scomunicato al Concilio di Melfi insieme a Turgisio di Sanseverino e Guimondo de Moulins, per aver rubato le proprietà della Chiesa di Alfano I, arcivescovo di Salerno. Quello stesso anno si recò a Salerno per riconciliarsi con il papa Alessandro II restituendo all'Arcivescovo di Salerno, insieme ad altri beni, anche la Chiesa e i beni di San Vito al Sele. 
Nel 1080, Roberto il Guiscardo, principe di Salerno, per intercessione della moglie Sichelgaita, confermò all'arcivescovo Alfano i beni che la chiesa salernitana possedeva in territorio di Eboli: ecclesiam S. Viti de Silare cum corte et silvis et pertinentiis ipsorum.
Federico II di Svevia emanò un privilegio a favore della chiesa salernitana, col quale confermò tutte le concessioni che i principi suoi predecessori avevano fatto. In tale privilegio sono compresi territori siti nella terra d'Evoli e nel 1255 Alessandro IV conferma la sua appartenenza alla Chiesa Salernitana. Nella Platea Pastore, conservata nell'Archivio Diocesano di Salerno, si dice: 
La chiesa subì varie riparazioni negli anni che vanno dal 1632 al 1636. Riparazioni furono eseguite anche nel 1715, come le mura, il tetto, il portone e l'abbellimento. Così anche nel 1846 quando il Decurionato di Eboli delibera che i donativi fatti nel 1837, al tempo del colera, siano convertiti in danari e spesi per le riparazioni del tetto, dei muri e dell'altare maggiore.
Un inventario riguardante la chiesa di S. Vito al Sele è del 1908, fatto dal Canonico don Michele Paesano:
Nel 1929 fu costruito l'altare che ancora oggi è possibile vedere. L'Arcivescovo di Salerno mons. Demetrio Moscato, il 1º ottobre 1957, trasferisce la Parrocchia di San Nicola de Schola Graeca in San Vito al Sele. Nel 1974 la sede parrocchiale, dall'antica chiesa di San Vito al Sele è trasferita nel centro della località S. Cecilia.

## Descrizione
La chiesa ha una struttura a pianta rettangolare con un'unica navata e un'ampia abside. La struttura principale è in muratura portante con una copertura a volte. Le pareti interne sono intonacate e tinteggiate in bianco con la superficie della volta dell'abside in celeste. Il pavimento dell'aula e del presbiterio è in mattonelle quadrate in cotto. La facciata principale non è particolarmente elaborata, presenta un andamento abbastanza lineare con un portale d'ingresso centrale in legno massiccio e una piccola finestra rettangolare soprastante.